# Espai Léopold
L'Espai Léopold (Espace Léopold en francès, Leopoldruimte en neerlandès), és un complex d'edificis parlamentaris de Brussel·les, Bèlgica, que alberga el Parlament Europeu, la cambra legislativa de la Unió Europea. Està format per un nombre d'edificis, en primer lloc el més antic, l'edifici Paul-Henri Spaak, que alberga la cambra de debats i les oficines del President, i l'edifici Altiero Spinelli, que és el més gran del complex. Aquests immobles estan situats en el  Barri europeu a l'est de Brussel·les, la construcció del qual va començar el 1989.
Aquest complex, no és la seu oficial del Parlament, que està situada a l'edifici Louise Weiss d'Estrasburg, França; però com la majoria de les institucions de la Unió Europea són a Brussel·les, es va construir una seu del Parlament Europeu amb l'objectiu de situar-la a prop de les altres institucions. Ara com ara la major part del treball del Parlament es realitza a la seu de Brussel·les, encara que la seva seu oficial sigui Estrasburg.

## Història
A causa de la incapacitat dels líders d'arribar a un acord per decidir una única seu, el Parlament va desitjar una completa infraestructura tant a Brussel·les com a Estrasburg, on se situa la seu oficial. A Brussel·les es va construir un centre de congressos (que extraoficialment pretenia ser el Parlament) amb el suport de la Societat General de Bèlgica i  BACOB, que van unir les seves forces per portar a terme el projecte el 1987. L'obra va ser construïda en el lloc que ocupava una antiga fàbrica de cervesa i incloïa la coberta de l'estació ferroviària de Luxemburg per formar una zona per als vianants. La construcció va començar abans de 1988 a l'hemicicle, l'ala nord a partir de 1989 i l'ala sud el 1992.
La construcció de l'edifici Spinelli es va iniciar el 1991 i es va completar el 1997, mentre que l'última fase de les extensions (Antall i Brandt), cap a la Plaça de Luxemburg, al llarg del carrer de Trierstraat, es van completar durant l'any 2008. Els edificis, que es van denominar originàriament D4 i D5, es van envoltar de controvèrsia a l'hora d'escollir un nom per a ells.
Després de la mort del papa Joan Pau II, els eurodiputats polonesos van intentar que els nous edificis portessin el seu nom, encara que això s'oposava per motius de secularitat i a més a més, era una cosa que no corresponia al Parlament. Václav Havel, Nelson Mandela, Olof Palme, Margaret Thatcher i Jan Palach van ser altres dels noms suggerits pels diputats, encara que finalment van rebre el nom de Willy Brandt, canceller d'Alemanya des del 1969 fins al 1974, i Jósef Antall, primer ministre hongarès des del 1990 fins a 1993. La sala de premsa va ser nomenada Anna Politkovskaya, en memòria de la periodista russa després del seu assassinat.